# Aeroportul Internațional Nizhny Novgorod
Aeroportul Internațional Nizhny Novgorod (IATA: GOJ, ICAO: UWGG) este un aeroport din Nijni Novgorod, Cercul urban Nijni Novgorod⁠(d), Regiunea Nijni Novgorod, Rusia ce deservește zona Nijni Novgorod. Aeroportul a fost tranzitat în 2022 de 1.200.000 de pasageri. A fost deschis în 1936 și numit după Valery Chkalov⁠(d).
Situat la o altitudine de 78 m, aeroportul dispune de 2 piste. Este operat de Airports of Regions⁠(d).

## Infrastructură

### Piste
Aeroportul dispune de 2 piste. Pista 18R/36L are suprafața de beton și dimensiunile 2.805 m × 45 m. Pista 18L/36R are suprafața de asfalt și dimensiunile 2.509 m × 45 m. 